# L'Illustration européenne
L'Illustration européenne est un hebdomadaire belge francophone actif de 1870 à 1914. Son sous-titre était « Journal international de la famille ».

## Histoire
L'Illustration européenne est un hebdomadaire établi à Bruxelles et qui parut de novembre 1870 à août 1914. Le siège du magazine était situé au numéro 1 de la chaussée de Louvain — cette partie de la voirie fut rebaptisée place Madou en 1877 — à Saint-Josse-ten-Noode. L'imprimeur est J. Gros.
Il a été fondé par l'écrivain romantique belge Marcellin La Garde qui y publia ses romans en feuilleton ainsi que ses contes inspirés du folklore ardennais. La Garde dirigea seul cette revue pendant dix-huit ans.
La revue est illustrée à ses débuts de gravures sur bois d'artistes tels que Gustave Wappers, Jean-François Portaels, Gustave Doré et Frans Van Kuyck, mais aussi Victor de Doncker, Alphonse de Neuville, François Pannemaker, Henri Van der Hecht, John-Lewis Brown, Frans Van Kuyck, etc.
Par la suite, à partir de 1886, s'ajoutèrent des reproductions lithographiques d'un type nouveau. La plupart des œuvres d'art qui y sont alors reproduites en noir et blanc s'inscrivent dans la veine traditionaliste et peu ouverte au modernisme : la direction artistique passe au Néerlandais Henri Bogaerts (1841–1902), patron de la Société d'illustration catholique, inventeur d'un procédé (le « procédé Bogaerts ») de reproduction d'images à partir d'un tirage photographique qui donnait un grain proche de l'original.
Le ton des articles est résolument conservateur, proche des valeurs catholiques. Les articles et les illustrations donnent une large ouverture à l'actualité, abordant des sujets d'ordre politique, juridique, la vie mondaine, les arts, les catastrophes, la science, le voyage, les découvertes, mais aussi les phénomènes naturels et l'exploration géographique.
La numérotation se fait à l'année, chaque livraison portant le numéro de la semaine, une année formant un volume de 52 numéros.
Le premier numéro décrit l'invasion allemande de la France pendant la Guerre franco-prussienne et le dernier numéro porte sur l'invasion allemande de la Belgique, au début de la Première Guerre mondiale.

## Collaborateurs
Théo Speé, Mathilde De Veilles, Eugène Gens, Léontine de Montaigle, Georges Rodenbach…

## Tableaux reproduits dans L'Illustration européenne

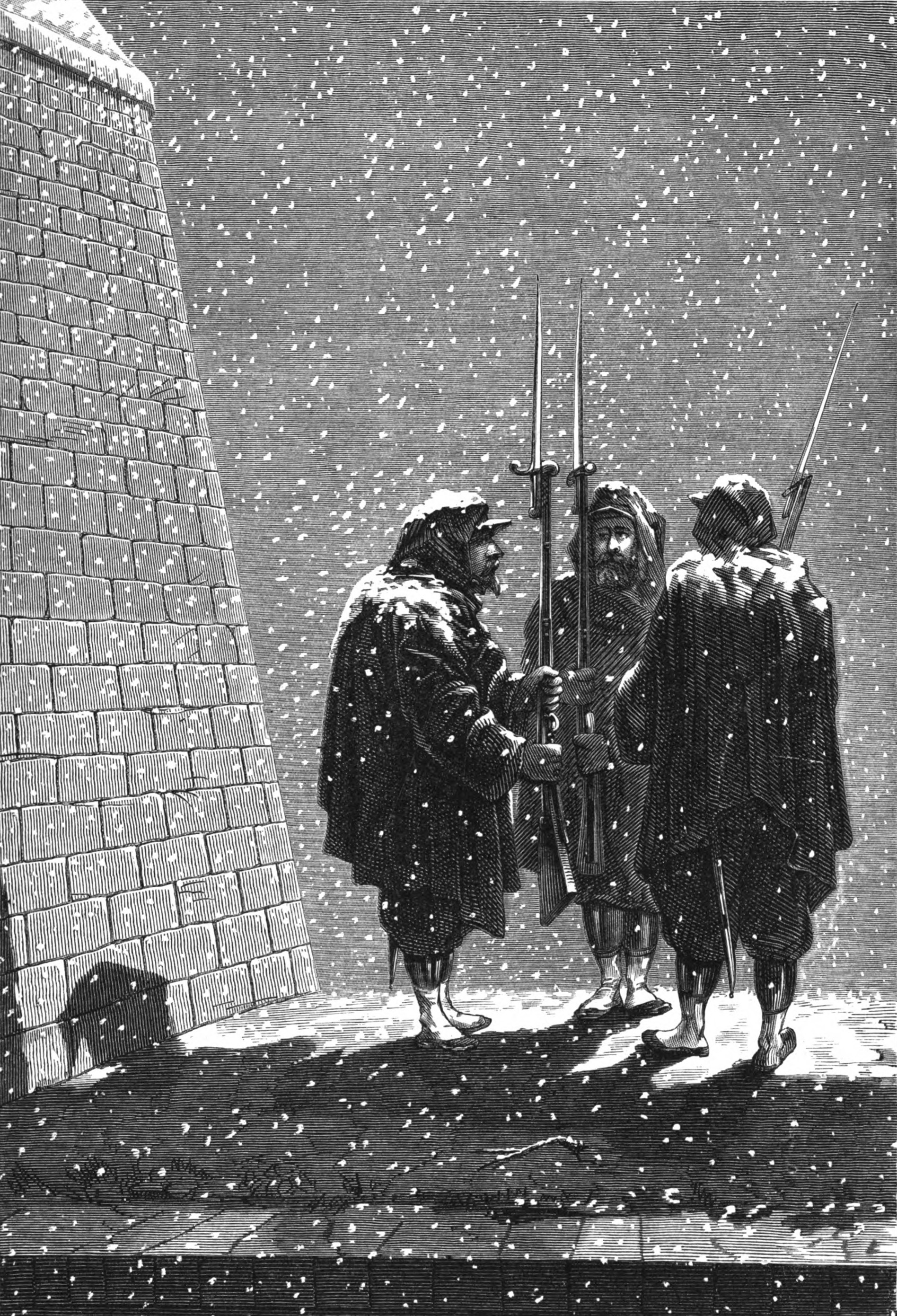
Le mot d'ordre (1870, no 12)
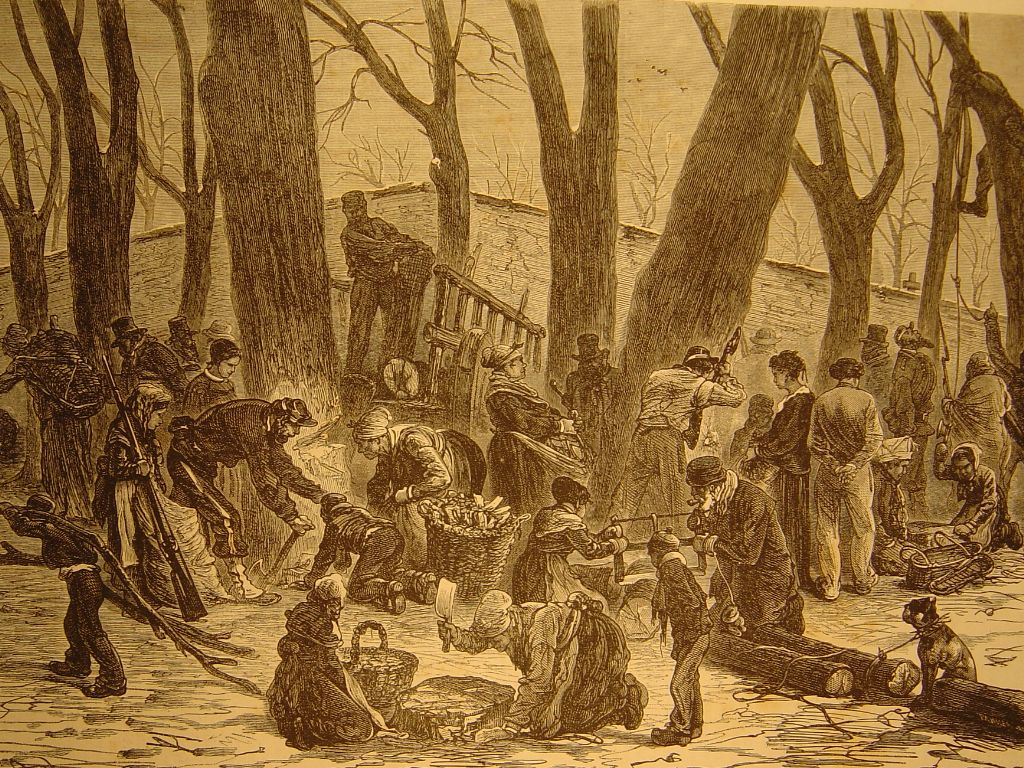
Abattages des arbres sur la voie publique pendant le siège de Paris (1870, no 52)
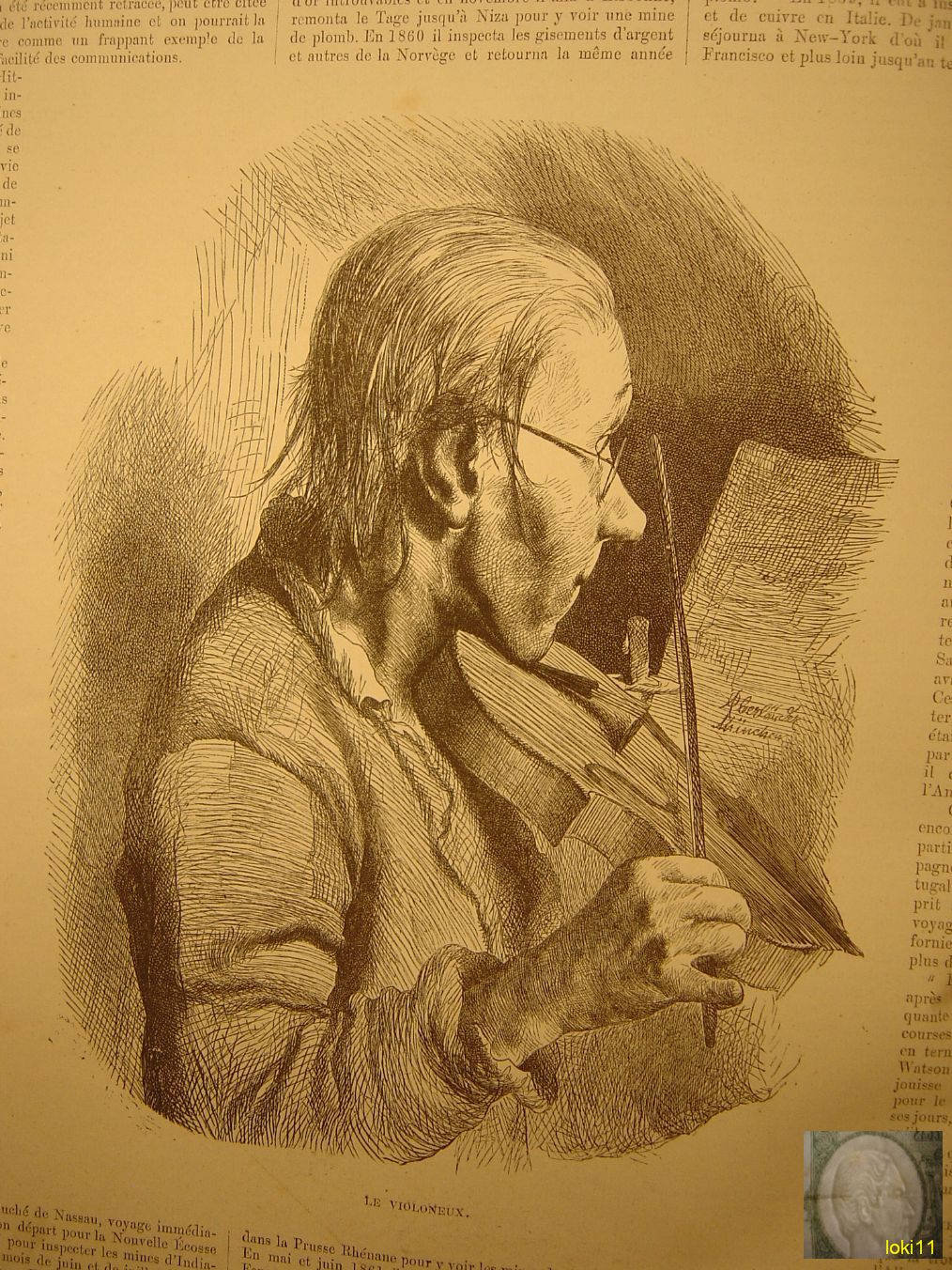
Le violoneux (1871, no 1)
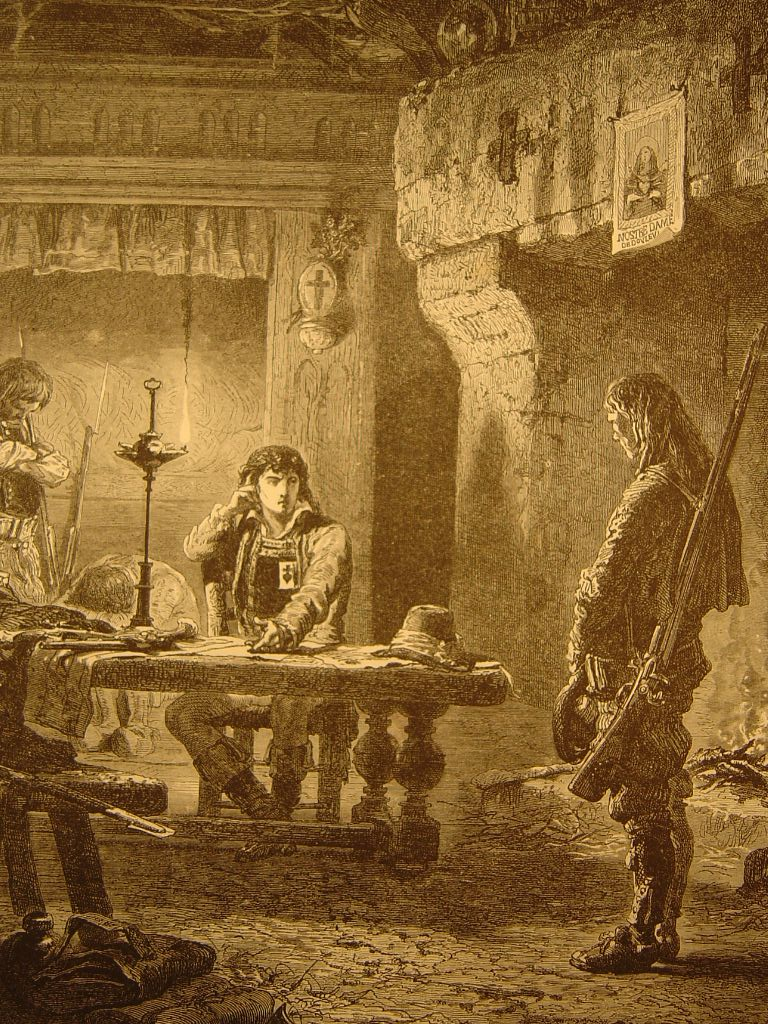
Chef chouan interrogeant un paysan breton (1871, no 2)
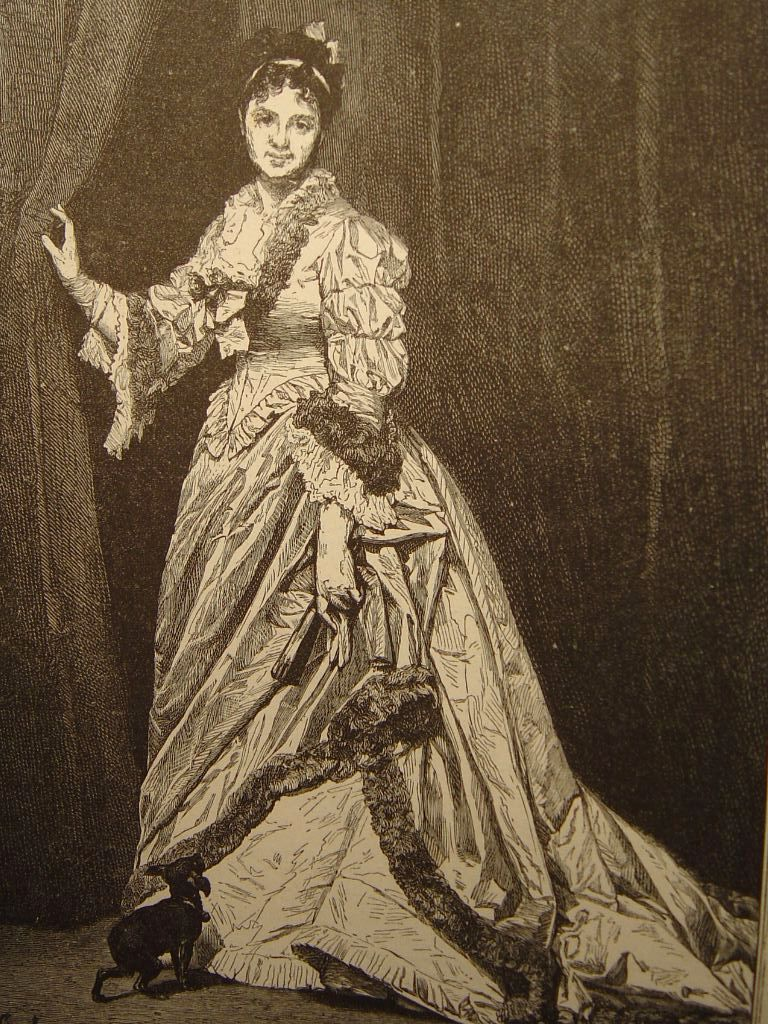
Madame Ernest Feydeau par Carolus Duran (1871, no 5)
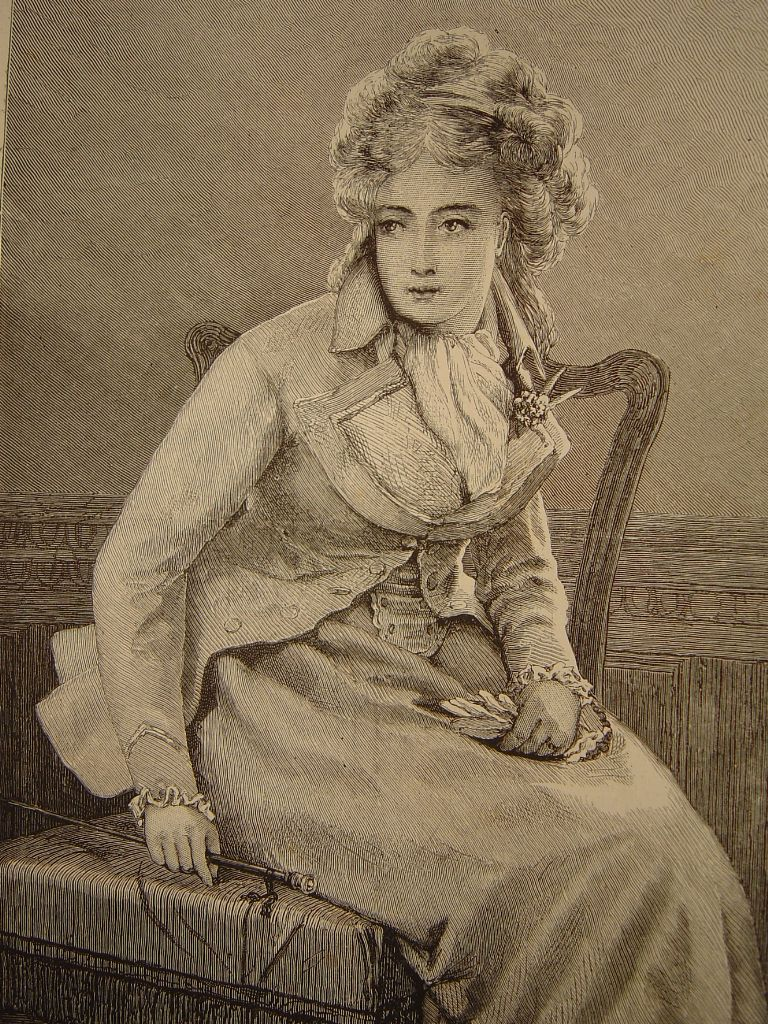
Jeune fille affublée de l'habit d'amazone de la grand-mère par R. G. Leslie (1871, no 26)
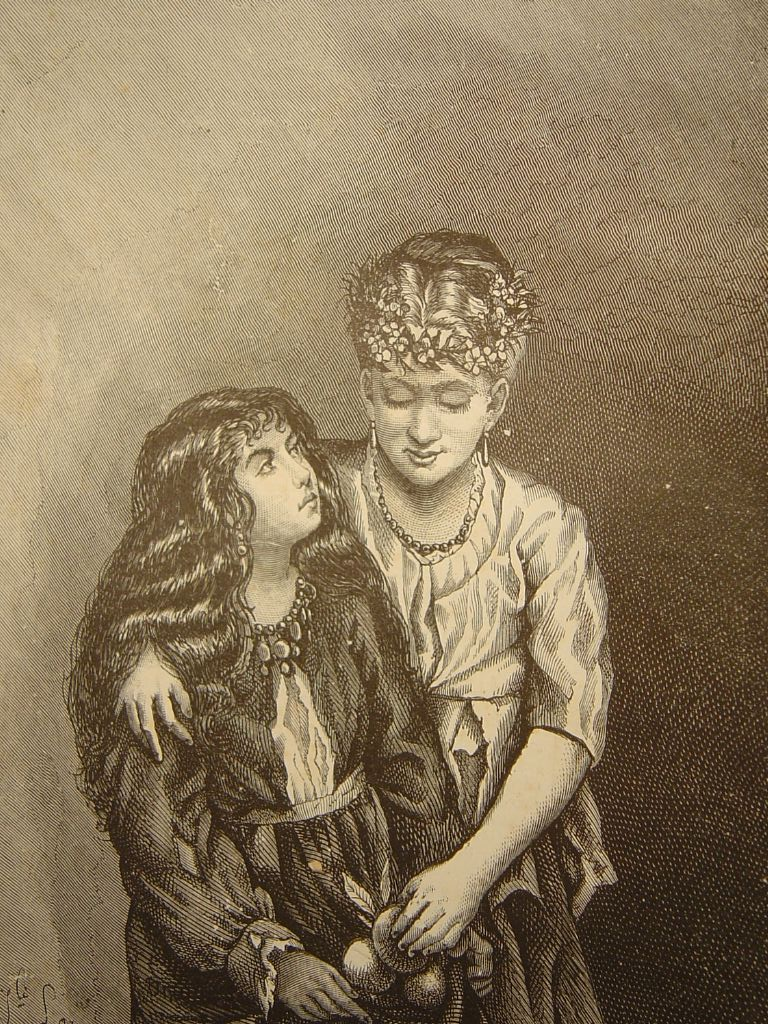
La convoitise par John-Lewis Brown (1871, no 29)
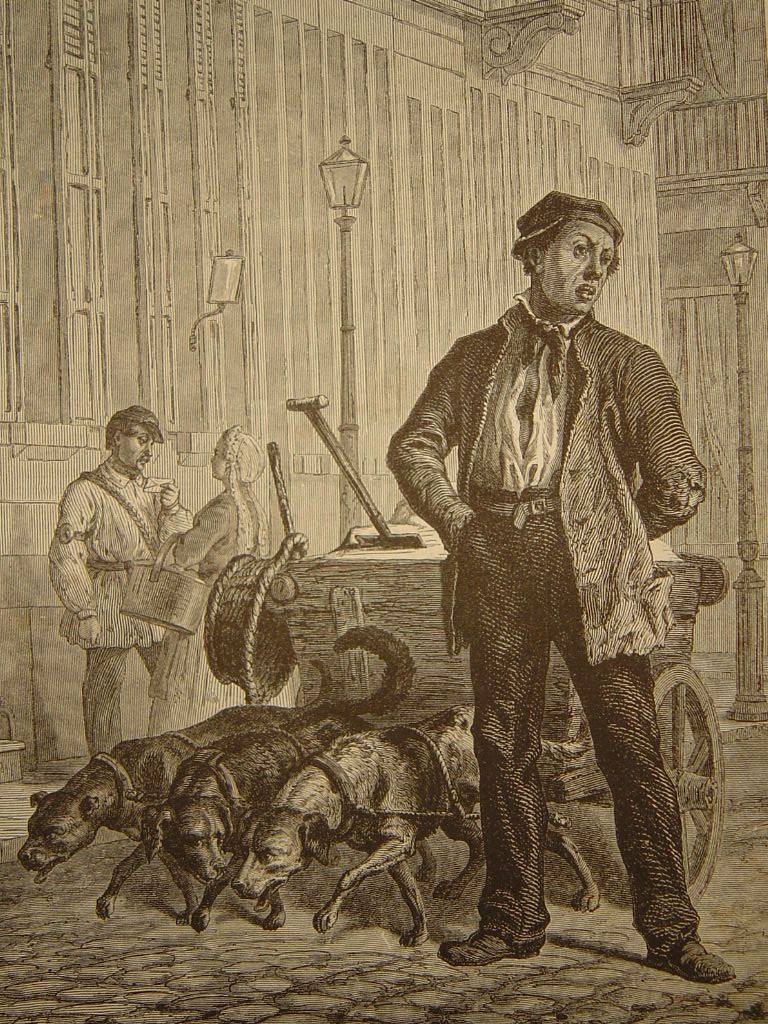
Le marchand de sable par Victor de Doncker. (1871, no 39)
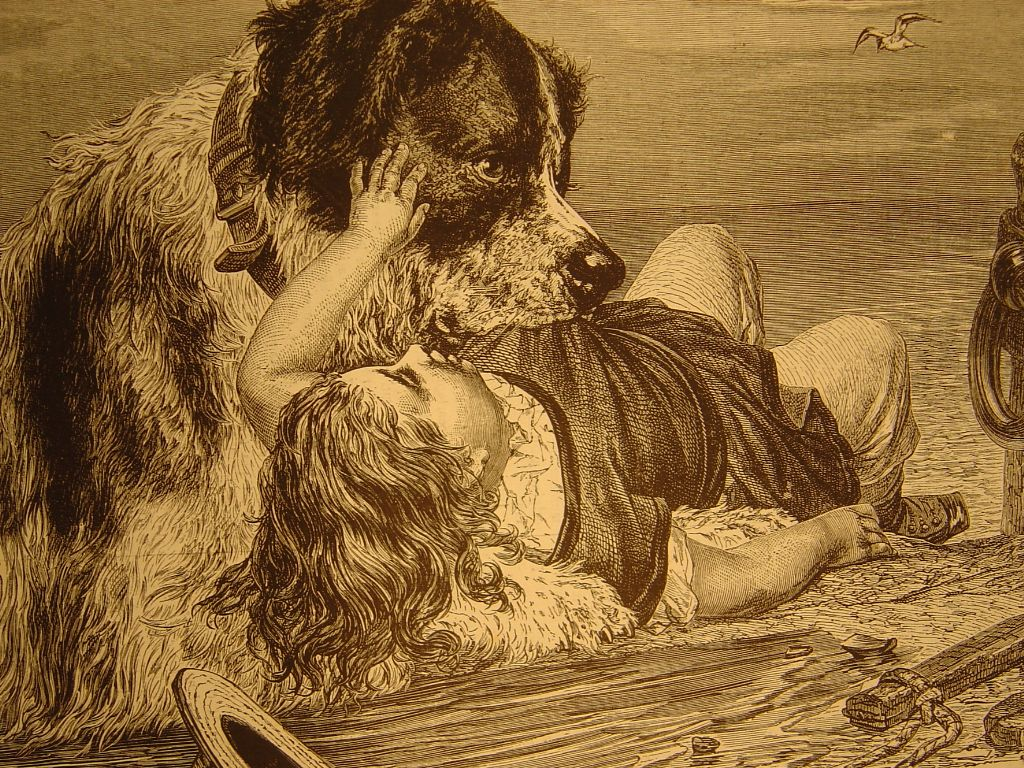
Au rivage par Carl Arnold (1871, no 50)
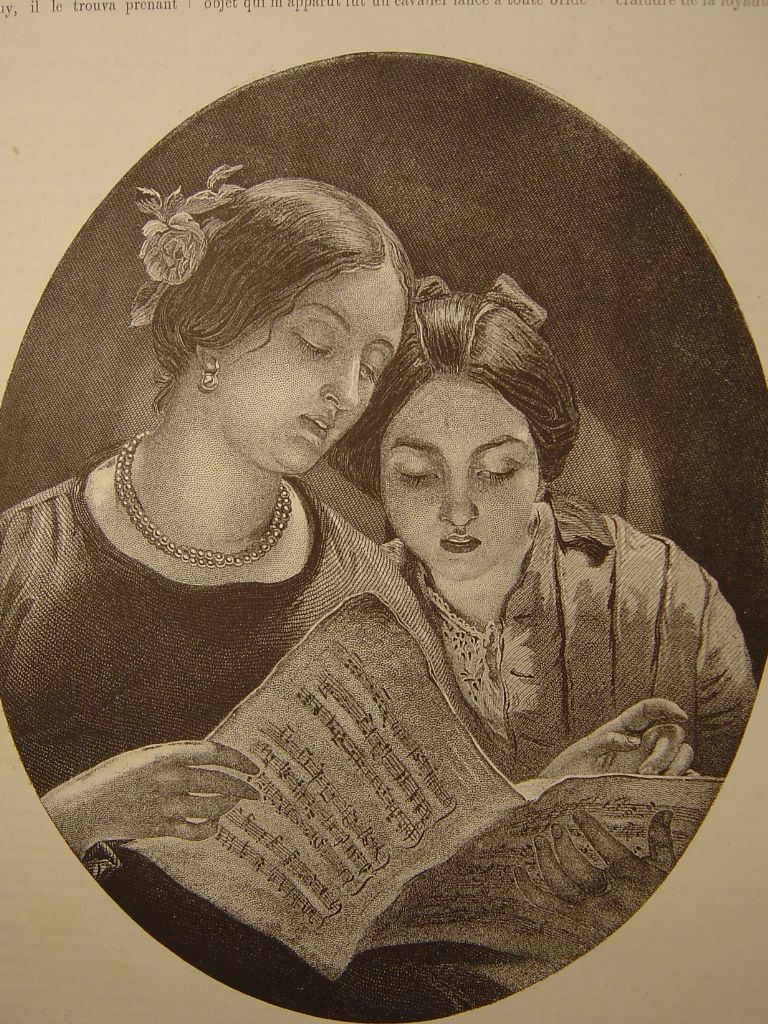
Le duo (1872, no 12)
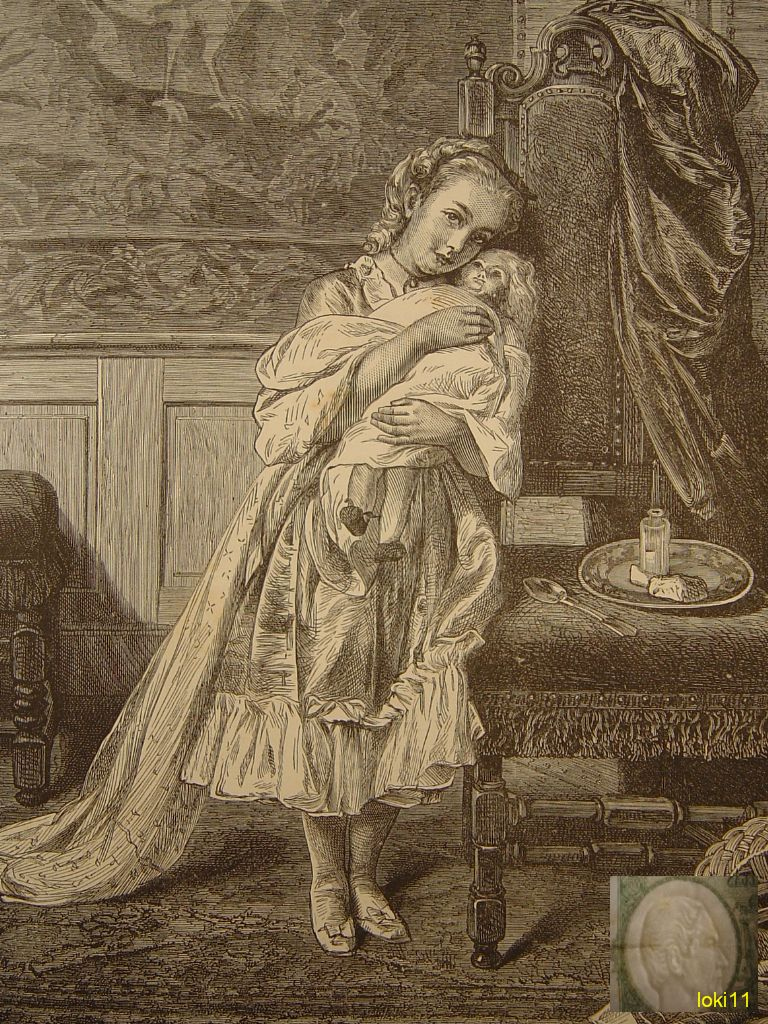
La poupée malade (1872, no 16)
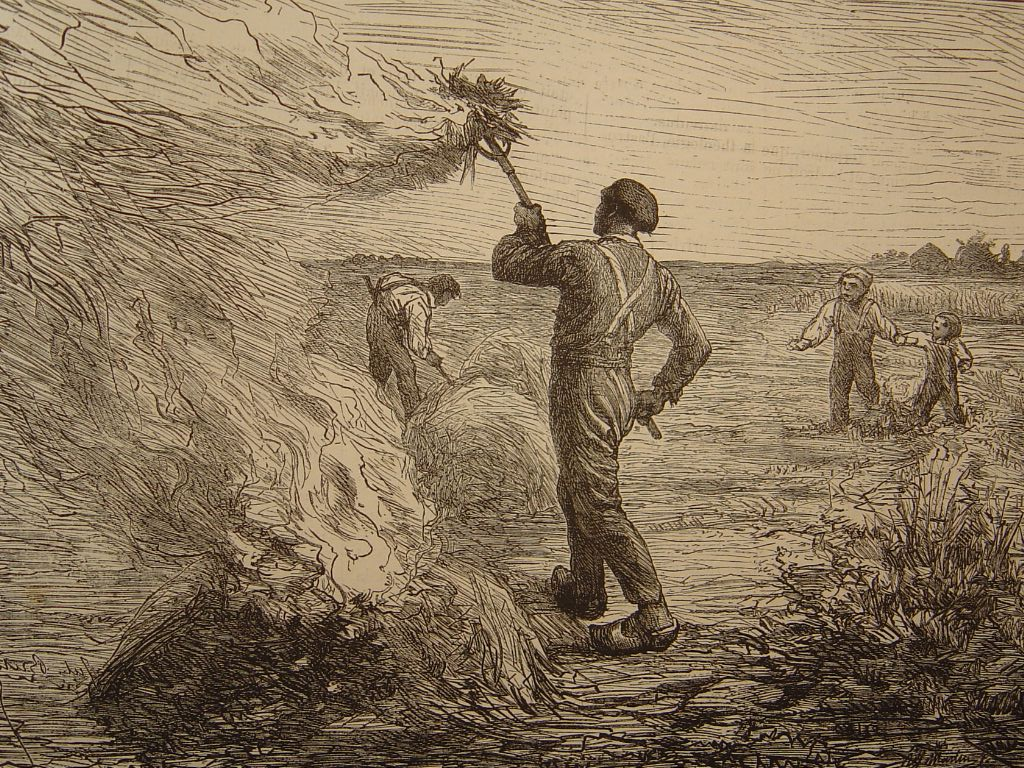
Les mauvaises herbes par Jules Breton (1872, no 30)
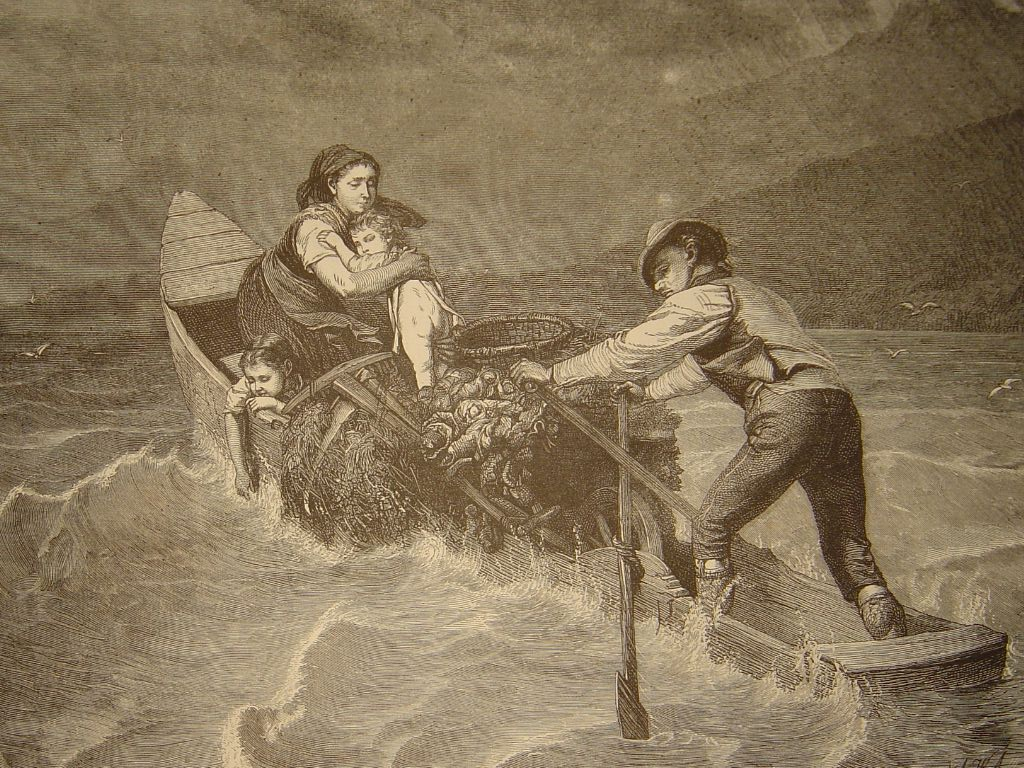
Contre le courant (1872, no 44)
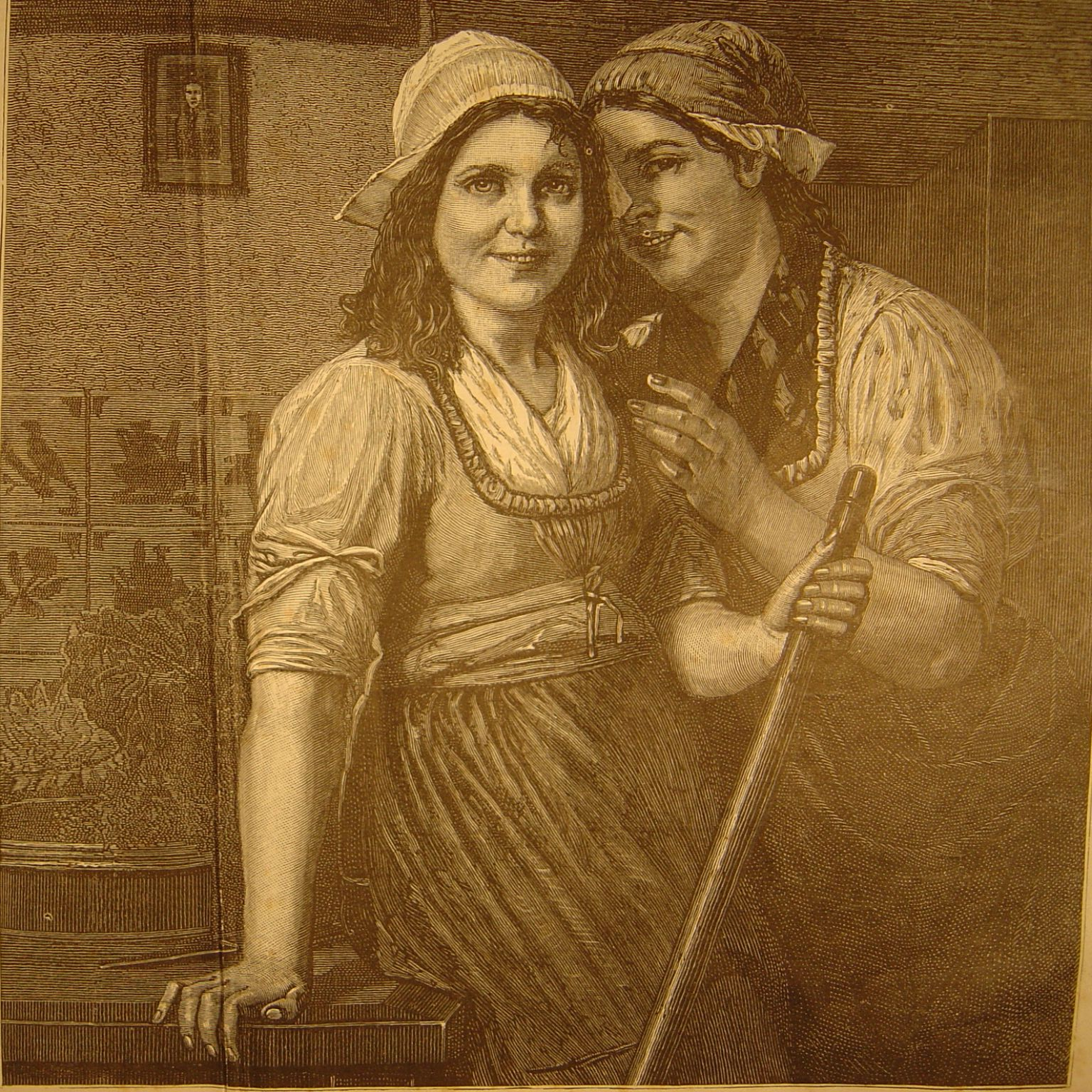
Communication par Henri Bource (1881)
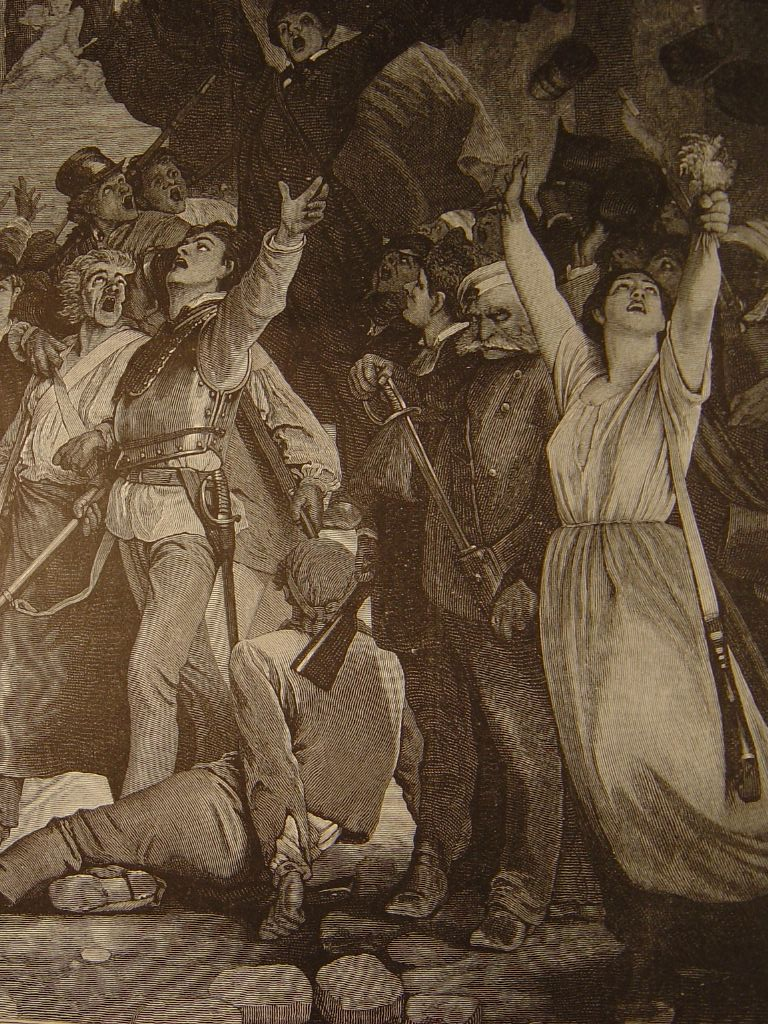
Le premier cri d'indépendance par Ernest Slingeneyer (1881)
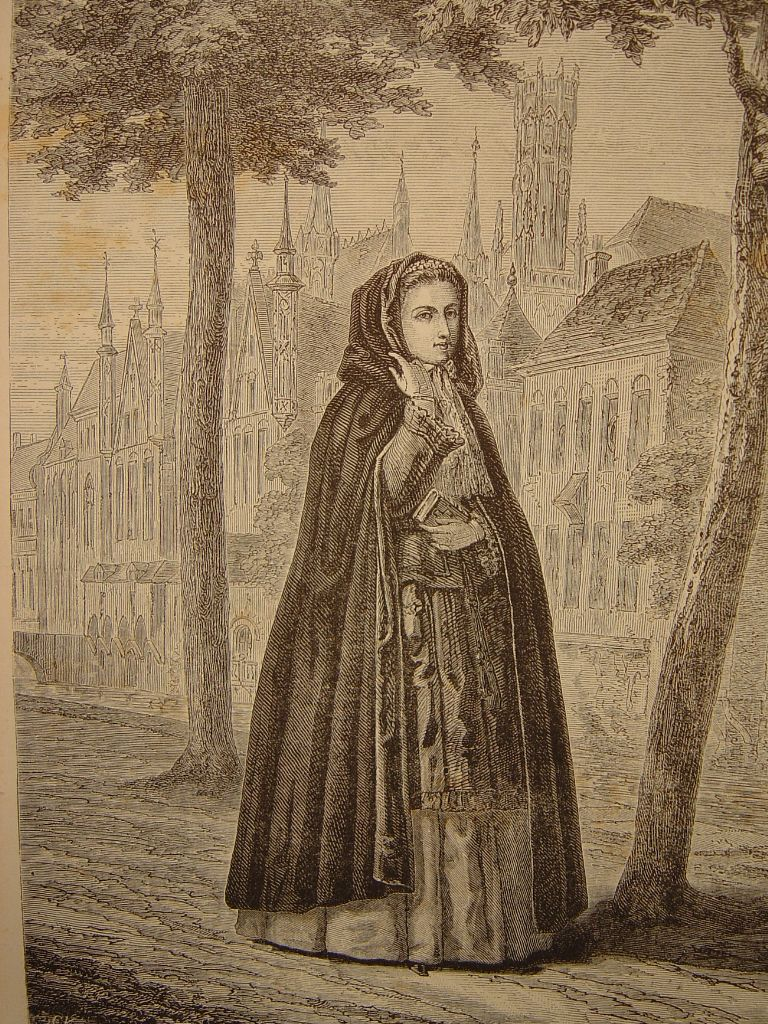
La Brugeoise par Victor de Doncker. (1881, no 51)
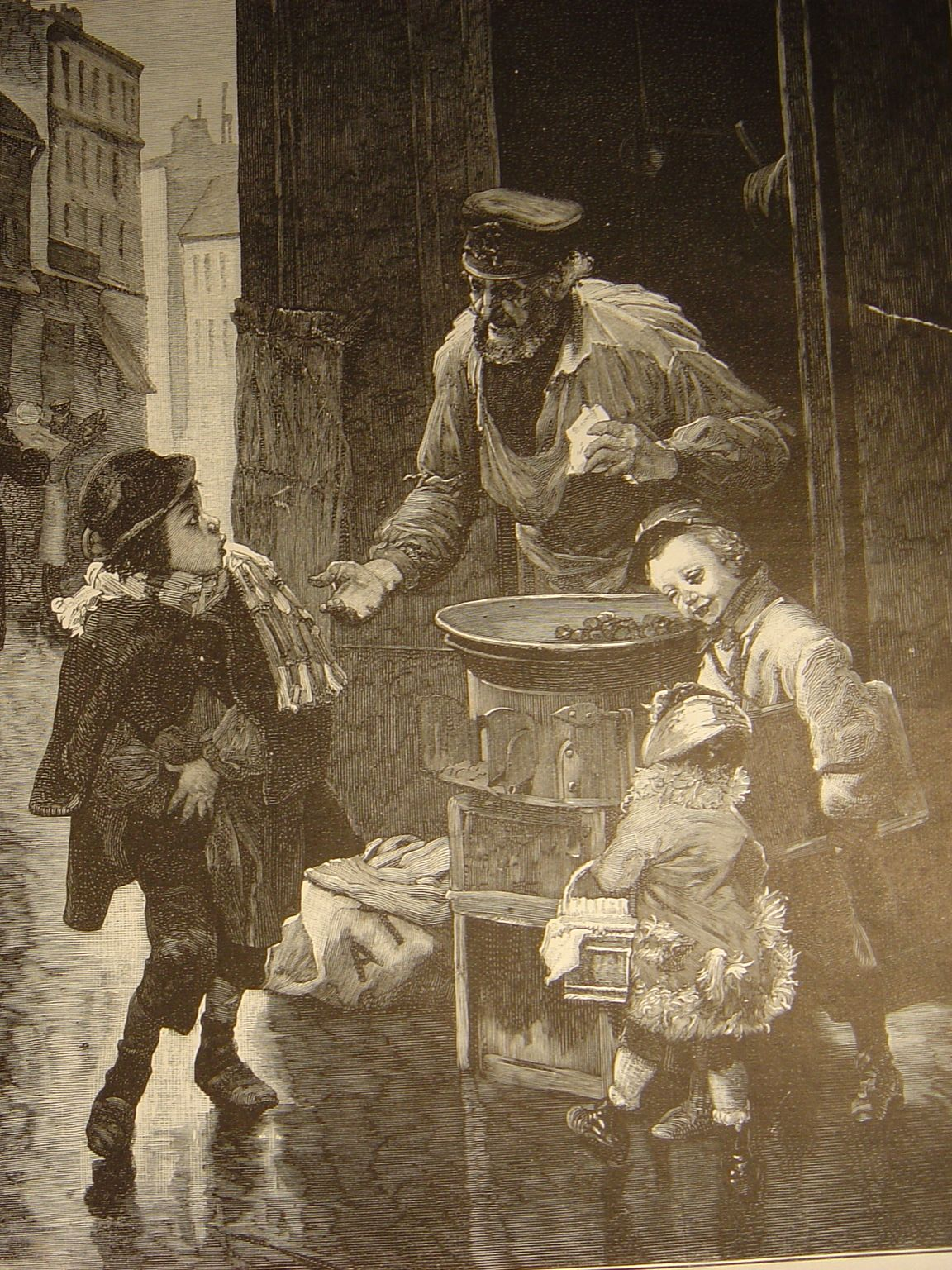
Le marchand de marrons par Jean-Jules Geoffroy (1881)
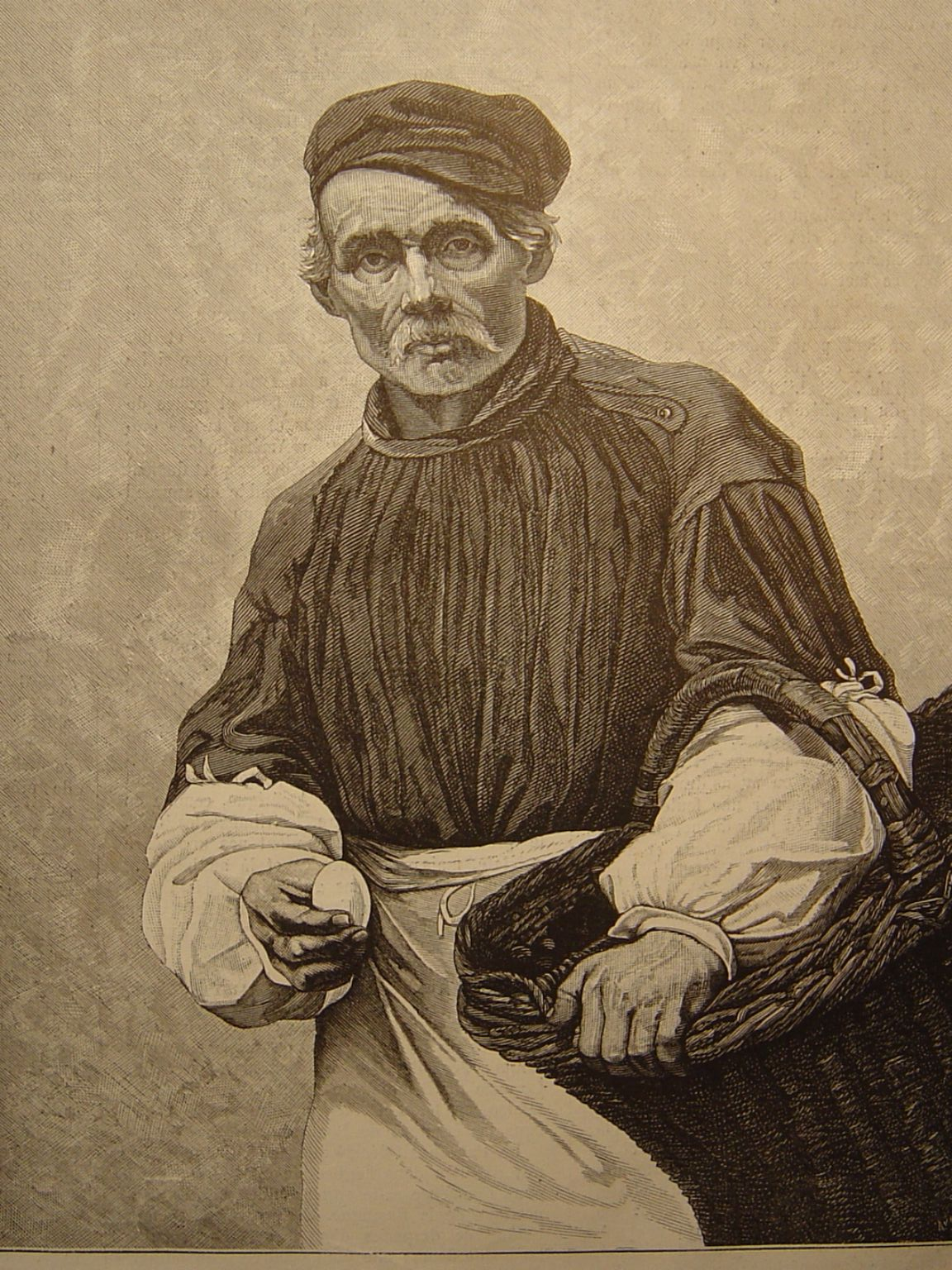
Le marchand d'œufs (1881)